# Rathstock
Rathstock ist seit dem 31. Dezember 2001 ein Ortsteil der Gemeinde Alt Tucheband im Landkreis Märkisch-Oderland in Brandenburg. Rathstock ist ein Straßenangerdorf mit ursprünglich zwei Gutshöfen, die eng mit der Entwicklung des Dorfes verbunden sind. Ein sehr typisches Merkmal für Rathstock sind die ehemals den Gütern gehörenden Wohnbauten in der Lindenstraße (Gänsekietz und Goldenes Viertel) und in der Sachsendorfer Straße (Schnitterkaserne).

## Geschichte

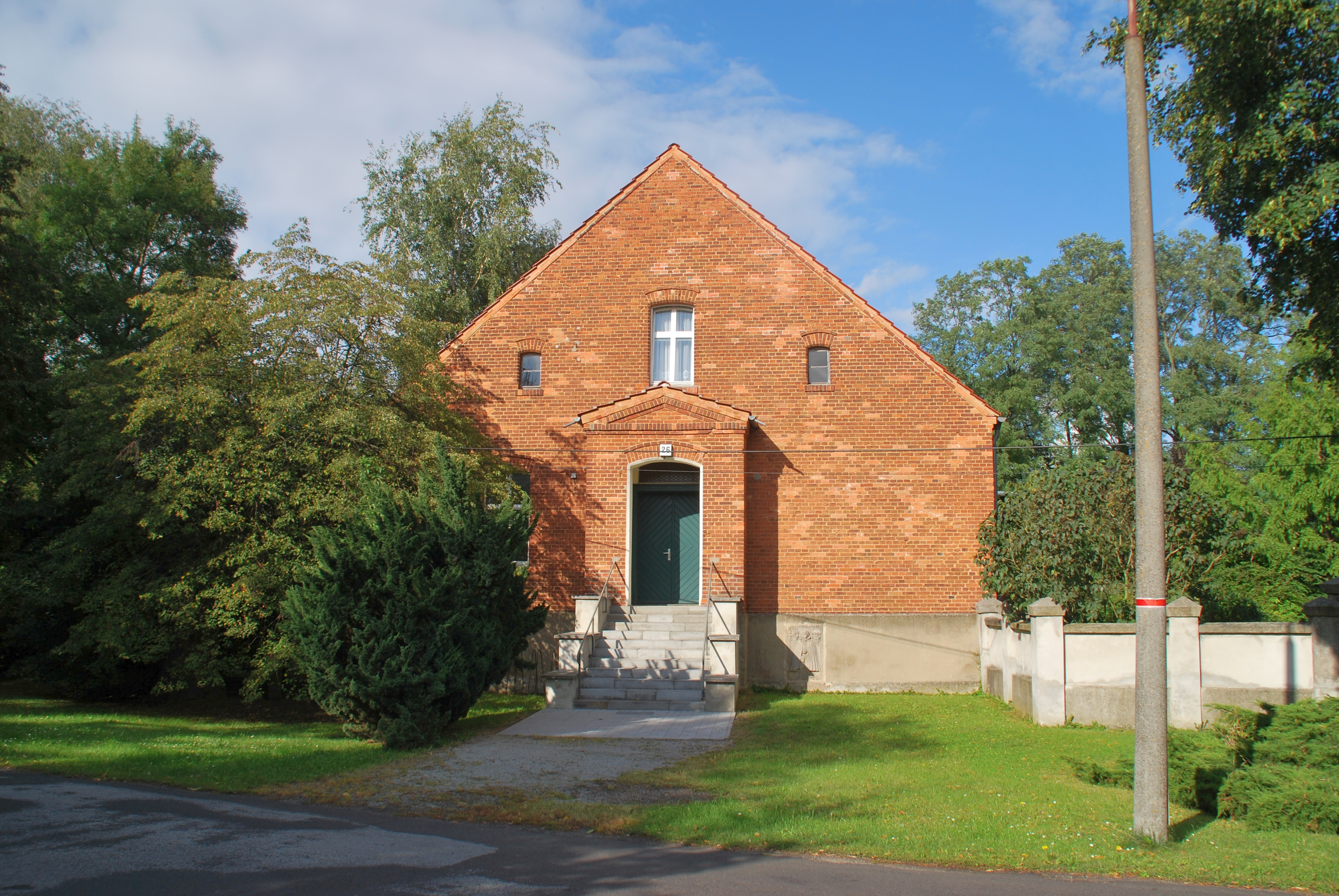
Pfarrhaus mit Grabstein aus dem späten 16. Jahrhundert in der Mauer

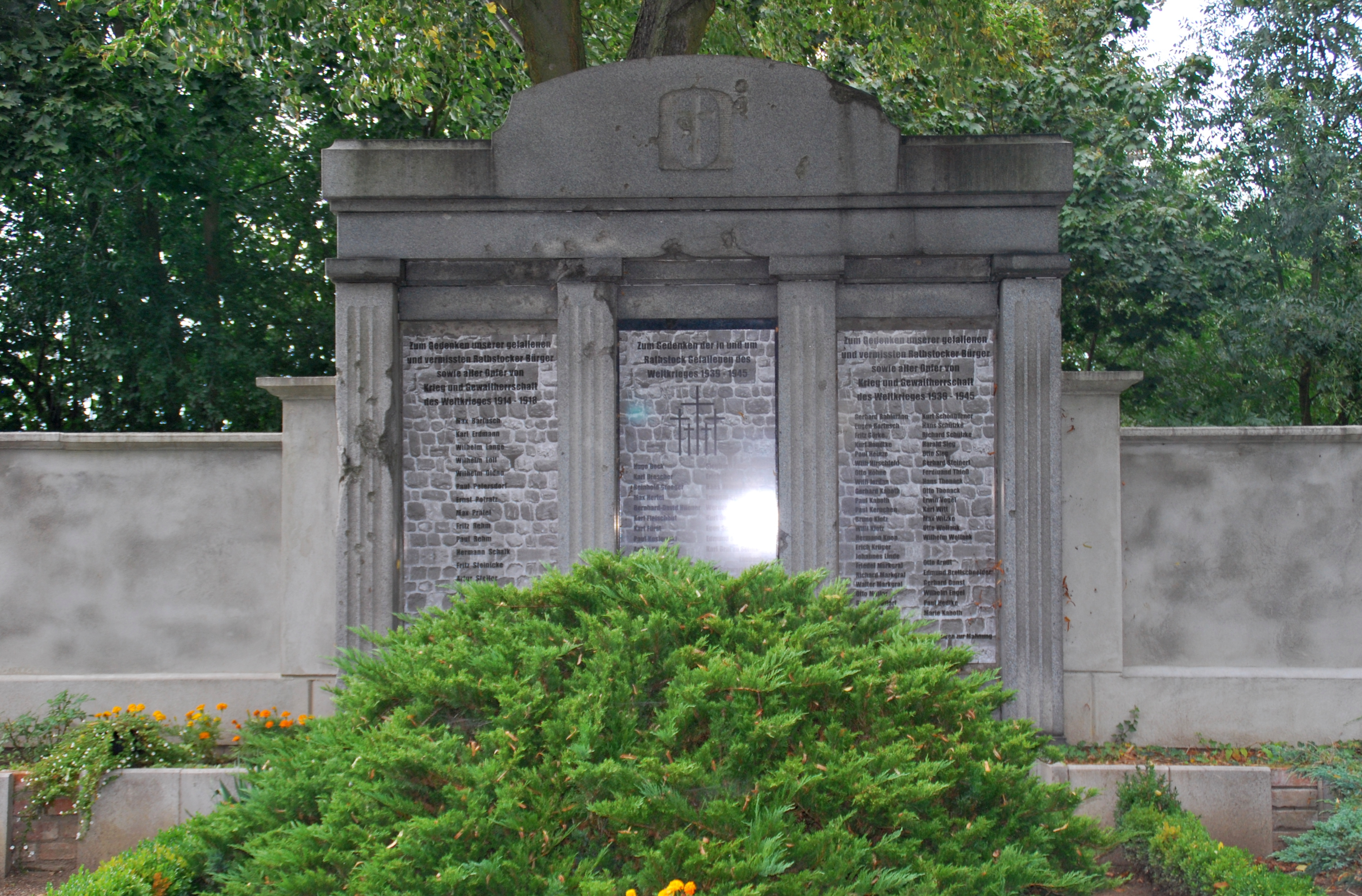
Gedenkstätte für die Opfer und Gefallenen der Weltkriege auf dem Friedhof

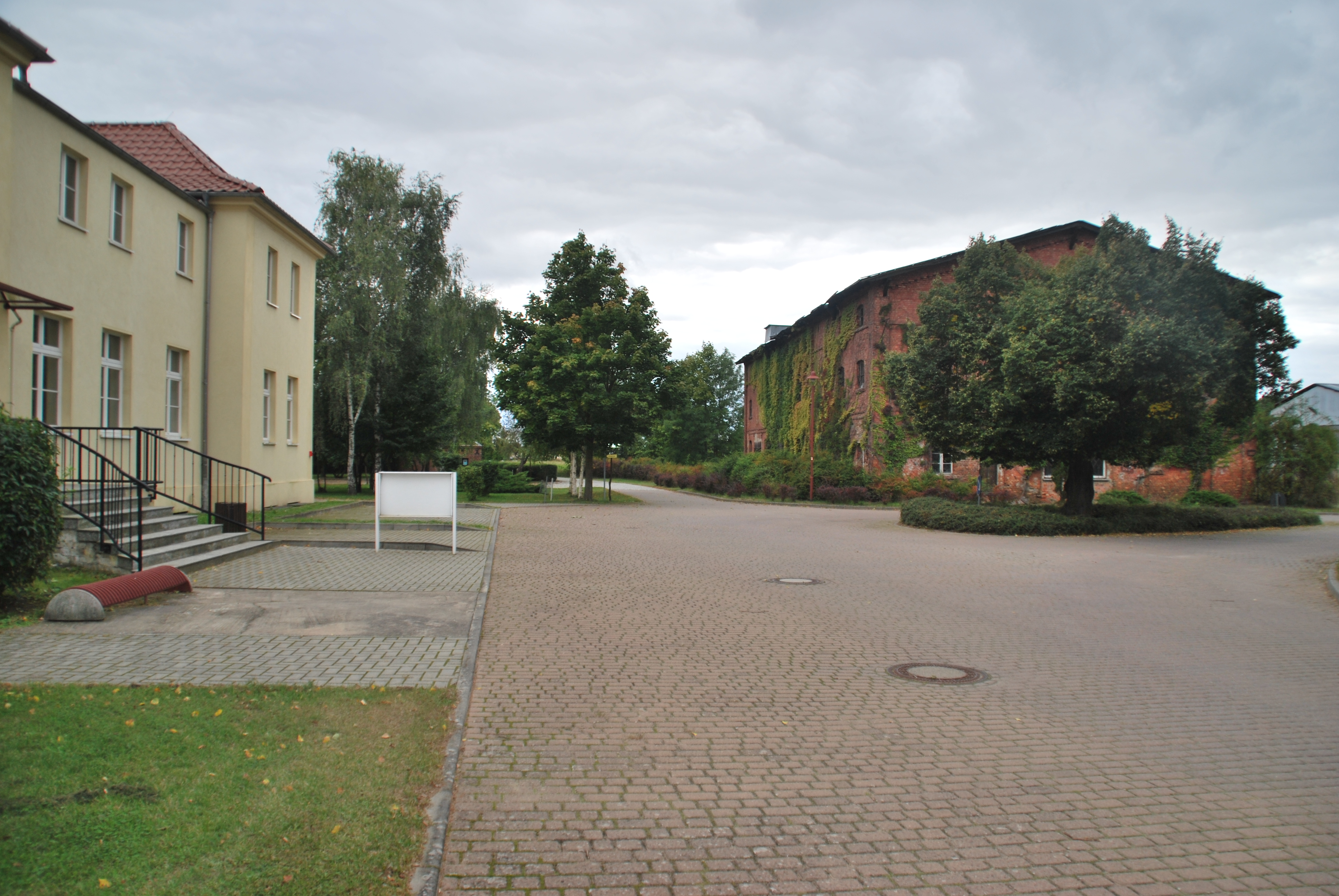
Herrenhaus (links) und Reste des südlichen Gutshofes

Als Rotstok wurde Rathstock erstmals erwähnt in einer Urkunde vom 6. Juni 1354, der zufolge der Markgraf Ludwig I. von Brandenburg dort Land verkaufte an den Frankfurter Bürger Ebelin Wal.
Der Ortsname veränderte sich von Rostok 1405, Rathstock 1460, Rottstock 1624 wieder hin zu Rathstock. Der Name deutet auf einen Ort an einer Flußgabelung oder eine Stelle, wo sich zwei Gewässer trennen bzw. ein sich nach verschiedenen Richtungen fließender Fluss befindet (vgl. dazu auch Rostock).
Das typische Straßenangerdorf besaß zwei Rittersitze. Von 1450 bis 1808 war die Familie von Burgsdorff im Besitz beider Güter im Ort. Letzter Burgsdorff war Joachim Friedrich Ehrenreich von Burgsdorff (1739–1820) auf Reitwein, Rechtsritter des Johanniterordens und deren Komtur in Burschen, respektive dessen zweiter Sohn Wilhelm von Burgsdorff (1772–1822).  Nach dem auf alten Matrikeln basierendes Standardwerk von Karl Friedrich Rauer gab es Mitte des 19. Jahrhunderts zwei Güter. Ein Gut der Eleonore von Tettenborn, geborene von Piper, und das Gut des Landrat a. D. Hermann Wilhelm Flottmann, der es von seinem Vater geerbt hatte. Im General-Adressbuch für Rittergutsbesitzer für Preußen wurde jedoch für die Zeit vor 1879 nur der Landrat a. D. Flottmann als Grundbesitzer aufgeführt. Das kreistagsfähige Rittergut wurde mit 280 ha ausgewiesen. Die erwähnte Eleonore von Tettenborn war Offizierswitwe, und steht im Kontext mit dem Rittergutsbesitzer Carl Heinrich von Piper-Sandow. Eigentlich hatten dessen noch minderjährige Erben den zu einer Taxe von 39779 Reichstalern fixierte Besitztum veräußern wollen. 1824 soll es dann von dessen Schwager, Oberbürgermeister Carl Friedrich Lehmann, zu Diedersdorf gekauft worden sein, zu einer Hälfte. Die andere Hälfte gehörte den von Piper`schen Nachfahren: Witwe Frau Oberstleutnant von Trotha, Frau Witwe von Tettenborn, beide geborene von Piper, und der Stadtgerichtsrat von Piper sowie der Oberlandesgerichtsassessor von Piper.
Adolph Schmelzer, Königlicher Amtmann im Nachbardorf Sachsendorf, kaufte um 1878 das erste Rittergut und sein Sohn Kurt Schmelzer, respektive dessen Ehefrau, besaß es indirekt weiter. Das Güter-Adressbuch von 1914 bezeichnet den Besitz als Rittergut Rathstock, königlichen Anteil mit Rustikalbesitz in Hackenow und Sachsendorf, hinzu das Lehngut Hathenow. 1908 kaufte Georg Hartmann (1865–1946) einen Teil des zweiten Gutes, das einst 1808 die Familie von Piper erstand, direkt von der wohlhabenden Familie von Sametzky, und lebte selbst hier bis Ende 1939.
Letzter Gutsherr auf dem Rittergut Rathstock mit insgesamt 405 ha war aber bis 1945 der Rittmeister a. D. Curt (Curd) Freiherr von der Goltz (1885–1972). Er hatte nach dem Genealogischen Handbuch des Adels in zweiter Ehe 1920 die seit 1918 verwitwete Käthe Schmelzer, geborene Speichert (1878–1951), geheiratet und wurde so Gutsherr. Das nicht herrschaftliche Gut Rathstock mit 59 ha gehörte dem Landwirt Heinrich Sellenriek.
1931 wurde die Gemeinde Rathstock mit den Wohnplätzen Neu Rathstock, Rathstock Chausseehaus und Rathstock Vorwerk vereint. Dies betraf eigentlich auch die bestehenden Gutsbezirke. An den privatrechtlichen und kommunalen Besitzungen änderte dies nichts, lediglich die Gutsbezirke samt deren Vorwerke waren juristisch keine eigenständigen Ortschaften und bis zur Bodenreform in der Sowjetischen Besatzungszone gab es keine Veränderungen mehr.
Im Ersten Weltkrieg sind 16 Rathstocker Bürger gefallen, und 42 Rathstocker wurden Kriegs- und Nachkriegsopfer des Zweiten Weltkrieges. Auf dem Ortsfriedhof befindet sich eine Gedenkstätte für die Opfer und Gefallenen der Weltkriege. 1947 waren bis zu zwei Drittel der Einwohner Heimatvertriebene.
Mit Wirkung vom 31. Dezember 2001 schlossen sich die Gemeinden Hathenow, Rathstock und Alt Tucheband im Rahmen der Gemeindegebietsreform des Landes Brandenburg freiwillig zur heutigen Gemeinde Alt Tucheband zusammen.

### Einwohnerentwicklung
| Jahr          | 1875 | 1890 | 1910 | 1925 | 1933 | 1946 | 1993 | 2000 | 2006 | 2020 |
| Einwohnerzahl | 669  | 530  | 432  | 535  | 528  | 415  | 296  | 263  | 270  | 218  |

## Politik

### Wappen
| Wappen von Rathstock | Blasonierung: „In Silber über blauem Schildfuß zwei rote Pfähle überdeckt von einem blauen Balken.“ |
| Wappen von Rathstock | |

### Flagge
„Die Flagge ist Blau - Weiß - Blau (1:2:1) gestreift und mittig mit dem Ortswappen belegt.“

## Kultur und Sehenswürdigkeiten

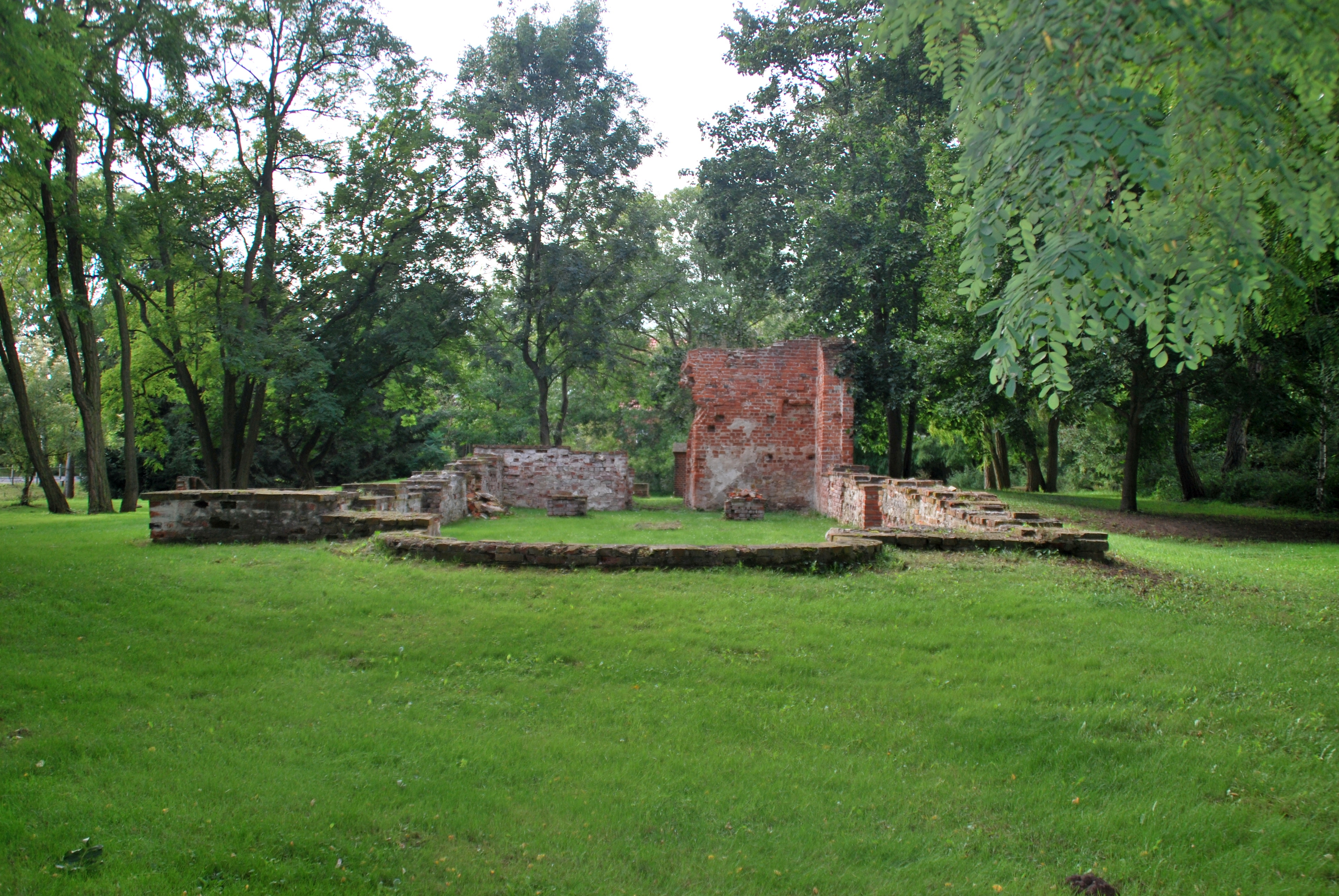
Reste der Rathstocker Kirche

Die 1770/71 in schlichten Spätbarockformen erbaute Kirche wurde ebenfalls 1945 zerstört. Im Frühjahr 1997 wurden unter Einbeziehung der Dorferneuerungsplanung die noch verbliebenen Reste der Kirche freigelegt und durch gestalterische Elemente wurde der ehemalige Kirchsaal aufgewertet.
Vom nördlichen Gutsbereich ist heute nur noch der Gutspark erhalten. Der südliche Gutsbereich, der aus landwirtschaftlicher Sicht der bedeutungsvollere war, ist in seiner ursprünglichen Form auch im heutigen Siedlungsbild noch nachvollziehbar. Das Gutshaus wurde wieder aufgebaut und befindet sich zurzeit in der Rekonstruktion. Es beherbergt heute eine Gastwirtschaft und die Gemeinderäume. Erhalten geblieben sind auch ein Speichergebäude, die Schlosserei, der Eiskeller und die Pferdeschwemme. Im Bereich des Gutshofes entstanden ein Neubauernhaus und die Schule, das heutige Gemeindezentrum, im Parkbereich. Das ehemalige Gutsherrenhaus ist auch heute noch ein dominierendes Gebäude und bildet den baulichen Abschluss des zentral gelegenen Gutshofes, der heute als neu gestalteter Dorfplatz das Ortsbild prägt.

### Museen

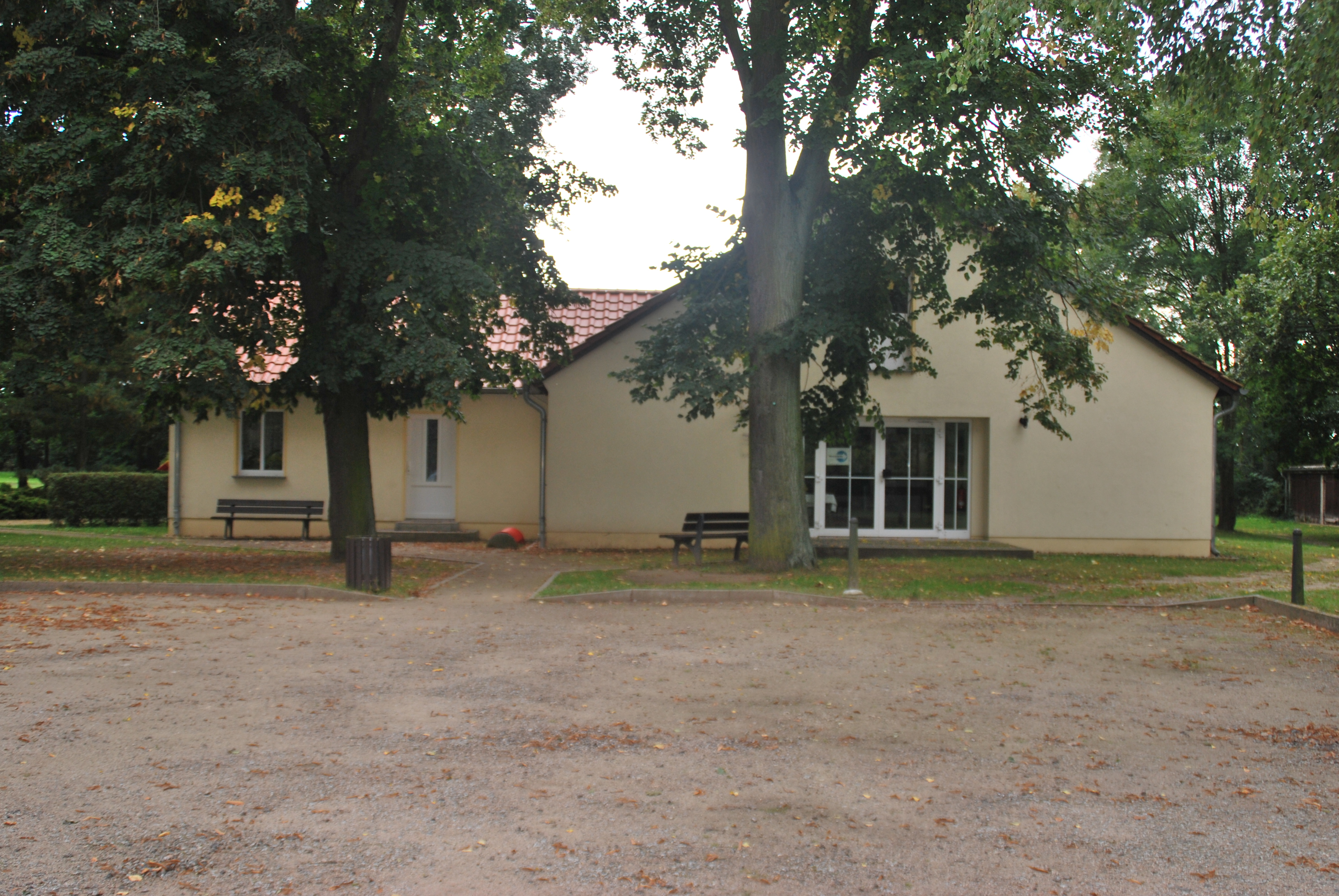
Frühere Dorfschule und heutiges Gemeindezentrum mit Heimatstube zur Geschichte der Region

- Heimatstube Rathstock, Ausstellung über das Land Lebus, den Ursprung und die Entwicklung der Gemeinde Rathstock

## Wirtschaft und Infrastruktur

### Verkehr
Rathstock wird durch die Bundesstraße 112 mit Küstrin und Frankfurt (Oder) verbunden.

## Persönlichkeiten, die vor Ort gewirkt haben
- Georg Hartmann (1865–1946), deutscher Major der Landwehr, Geograph, Forschungsreisender (Hartmannzebra) und Kolonialpolitiker
- Karl August Adolf Schmelzer (1833–1913), Amtsrat und Landwirt